# Louis Oster
Pour les articles homonymes, voir Oster (homonymie).
Louis Oster, né le 13 septembre 1928 à Strasbourg où il est mort le 8 novembre 2023, est un avocat français, ancien bâtonnier du barreau de Strasbourg. Il est aussi musicologue et auteur d'ouvrages sur le chant lyrique.

## Biographie
Louis Oster effectue toutes ses études dans sa ville natale, Strasbourg, hormis une courte période, avant la Seconde Guerre mondiale, pour suivre ses études secondaires au collège français Saint-Jean à Fribourg en Suisse. Expulsé de Suisse en 1940, il rentre à Strasbourg.
Il s’inscrit à la Faculté de droit, où il obtient un doctorat de droit privé et entre dans le cabinet du bâtonnier de Strasbourg, Me Pierre Schreckenberg, le 23 novembre 1949, qui le charge de préparer le dossier de défense des jeunes Malgré-Nous impliqués dans le massacre d’Oradour-sur-Glane.
Il y passe dix années avant d’ouvrir son cabinet. Il est élu président des jeunes avocats et entre au conseil de l’ordre, où il reste trente huit ans.
En 1978, Louis Oster devient bâtonnier de Strasbourg et avocat-conseil de l’ordre des médecins. En 1981, il crée l’École des avocats de Strasbourg, dont il devient président.
En 1982, il devient président de l'UNAPL (Union nationale des associations de professions libérales, section Alsace). En 1984, il entre au Conseil économique et social d’Alsace, (CESA) – aujourd’hui le CESER-Alsace –. Il est élu à la présidence de la commission « Cultures et sport » de cet organisme.
Il impulse le renouveau de l'Office des langues et des cultures régionales, dont il est encore vice-président. Il est aussi trésorier de l’Agence culturelle d’Alsace à Sélestat, et membre du conseil d’administration de la Comédie de l'Est à Colmar.
Il lance les Noëlies, dont il est le président-fondateur, et le Pass-Musées, un passeport français, allemand et suisse qui permet aux frontaliers de visiter les musées des trois frontières avec une seule carte d’abonnement.
Marcel Rudloff, à l’époque président du conseil régional d'Alsace le fait entrer à la commission d’harmonisation du Droit local en Alsace et en Moselle.
Louis Oster est élu en 1983 à la présidence de la Banque populaire de la région économique de Strasbourg.
Wagnérien depuis l’âge de douze ans, Louis Oster créé en 1983 le Cercle Richard Wagner pour le rayonnement de l’art lyrique en Alsace, une association qui compte plus de 1 000 membres.
Il est vice-président de la Société des amis de la musique de Strasbourg, organisateur et président du Festival de musique de Strasbourg.
Louis Oster meurt le 8 novembre 2023 à l'âge de 95 ans.

## Décorations
- Chevalier de la Légion d'honneur
- Officier de l'ordre national du Mérite
- Officier de l'ordre des Palmes académiques
- Officier de l'ordre des Arts et des Lettres (2022)[7]
  -  Chevalier de l'ordre des Arts et des Lettres en 2007[8].

## Publications
- Louis Oster et Jean Vermeil, Guide raisonné et déraisonnable de l’opérette et de la comédie musicale, Fayard, 2008.  (ISBN 978-2-213-63765-5)
- Louis Oster et Jean Vermeil, Le charme opéra : guide de nos opéras favoris, Éditions Jean-Michel Place, 2005.  (ISBN 978-2858938339)

### Documentaire
- Malgré-Nous, les oubliés de l'Histoire, réalisé par Nicolas Lévy-Beff, 52 min, Coproduction Label Image, France Télévisions,  Toute l'Histoire. 2014. Louis Oster témoigne de son rôle dans le procès des Malgré-nous après le massacre d’Oradour-sur-Glane.